# Grand-Hôtel du Touquet-Paris-Plage
Le Grand-Hôtel du Touquet-Paris-Plage est le premier grand hôtel de luxe construit au début du XXe siècle à Paris-Plage dans le département français du Pas-de-Calais en région Hauts-de-France
.

## Construction
Cet hôtel, classé « hors classe », du Touquet-Paris-Plage, fait partie des 7 grands hôtels de cette catégorie en activité avant la Seconde Guerre mondiale, les autres sont, l'Atlantic Hôtel (1904), l'Hermitage-Hôtel (1904), l'Hôtel des Anglais (1904), le Golf-Hôtel (1908), le Royal Picardy (1929) et l'Hôtel Westminster (1924/1926), seul ce dernier hôtel est toujours en activité.
Le Grand-Hôtel est situé à l'angle sud-est du boulevard de la Mer (Docteur Jules-Pouget aujourd'hui) et de la rue Saint-Louis.
En 1886, Alphonse Legendre, poussé fortement par son fils Ernest et par une obligation de reconnaissance envers sa fille Juliette qui avait été guérie au Touquet d'une anémie dangereuse, et qui voulait que tous ceux, comme elle, qui avaient des problèmes de santé, puissent venir au Touquet, décide, malgré le gros risque financier lié au démarrage de la plage, de répondre à leur souhait et d'entreprendre la création d'un grand hôtel.
Alors que le Grand-Hôtel est aux trois quarts construit, au prix de nombreuses difficultés, un cyclone renverse une grande partie de la charpente; il faut remplacer bien des pièces de bois et recommencer la construction.
En 1887, l'hôtel est terminé; la dépense s'élève à 13 000 francs, beaucoup plus que prévu et surtout une grosse prise de risque pour un hôtel dans un désert de sable.
C'est d'abord un imposant établissement entièrement en bois. Il est construit en 1886-1887 sur les plans de l'architecte Charles Billoré par l'entreprise Legrand,.

## Histoire

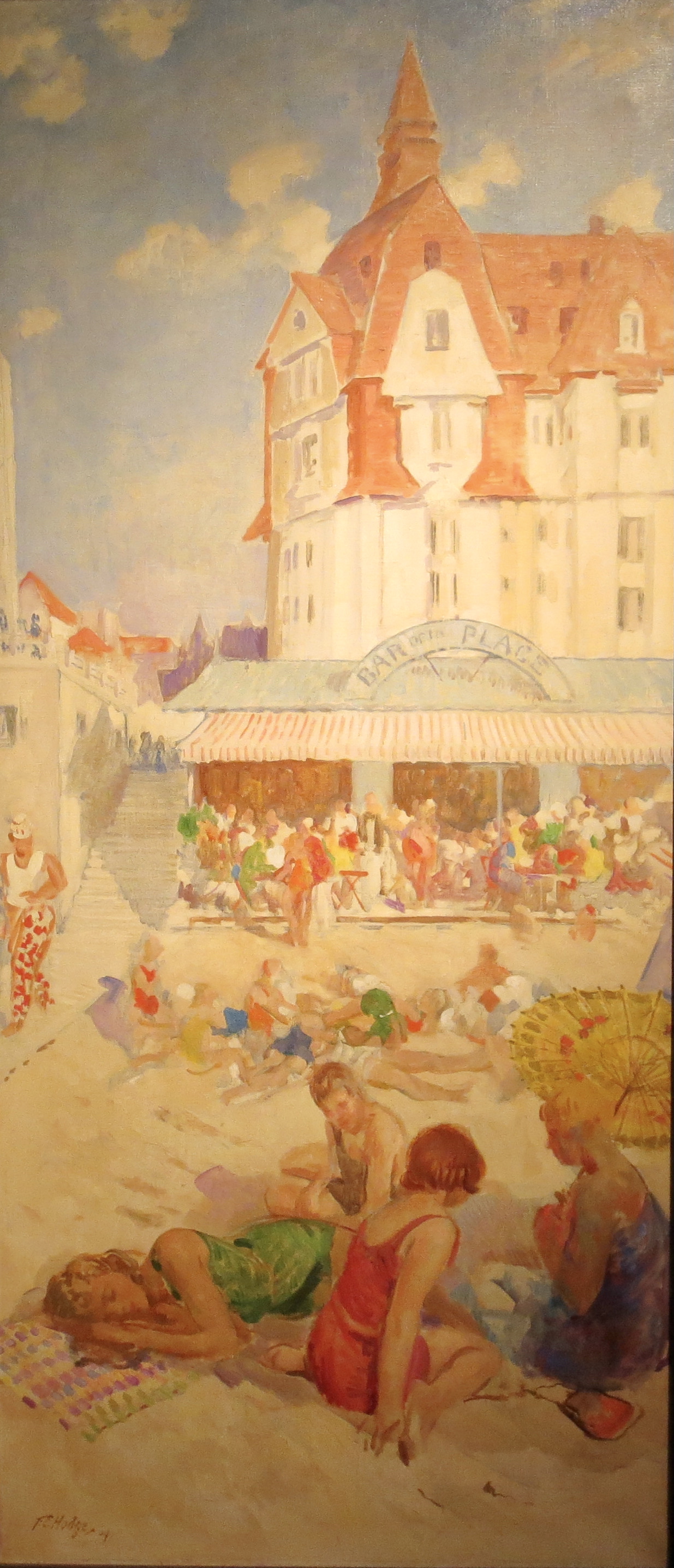
Le Bar de la plage et le Grand Hôtel du Touquet, Francis Edwin Hodge, 1929.

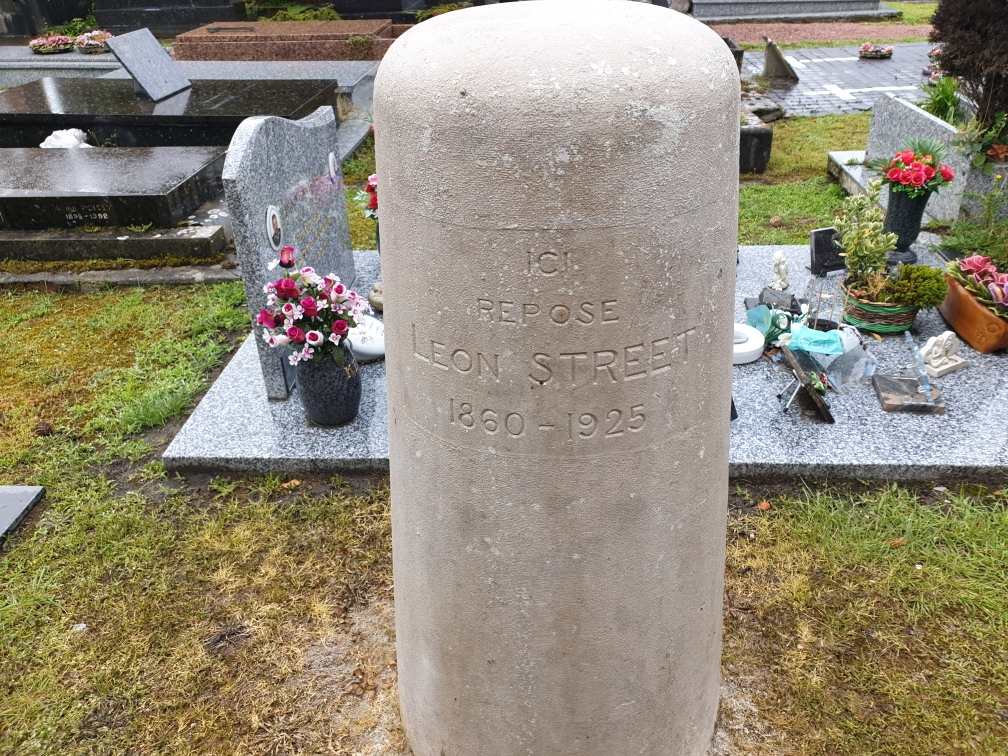
Sépulture de Léon Street au cimetière du Touquet-Paris-Plage.

L'hôtel est inauguré le 14 juillet 1887, sous la direction de Martial Leprêtre, propriétaire de l'hôtel du Périgord à Amiens.
En 1890, le Grand-Hôtel annexe une vaste salle de danse, dans la partie de terrain qui restait libre entre lui et la villa suivante de M. Greisch: cette salle devient le casino municipal de Paris-Plage.
Les frères Albert William et Denis Léon Street, tous les deux nés à Paris, qui avaient repris l'hôtel de Paris, reprennent la direction de l'hôtel. Finalement, Alphonse Legendre le leur vend le 25 mars 1901; il meurt quelques jours plus tard, le 6 avril. Les frères Street sont également concessionnaires du casino municipal. Ils vont faire du Grand-Hôtel un hôtel de luxe. Ouvert du 25 juin au 1er octobre, il possède 70 chambres.
Fin XIXe siècle, début du XXe siècle, c'est au Grand-Hôtel que se centralisent toutes les réjouissances. Ainsi, après l'inauguration, le 15 juillet 1900, de la réfection du pont d'Étaples sur la Canche, permettant le passage du tramway d'Étaples à Paris-Plage, un banquet se déroule au Grand-Hôtel autour d'une vaste table qui réunit 70 couverts.
Le 30 août 1909, par acte notarié, les frères Street cèdent le Grand-Hôtel et le casino à MM. D'Abreu et du Serre pour la somme de 550 000 francs. M. Street en reste le directeur.
Démoli en 1912, un nouvel hôtel est construit au même emplacement.
Cet hôtel connait une transformation majeure en 1926 avec la construction du nouveau Grand-Hôtel par l’entreprise Clavier sur les plans de l'architecte Raoul Jourde. La construction de l'hôtel a fait disparaître le casino de la plage. L'hôtel, construit en cinq mois, est en ossature de béton armé et remplissages de briques pleines ; à partir du plancher haut du troisième étage, ce sont des pans de fer et des fermes métalliques. L'hôtel dispose de 120 chambres réparties sur quatre étages et le cinquième est affecté au personnel. Sur la façade côté mer avec un rez-de-chaussée fortement surélevé se trouve le restaurant avec de larges baies avec vue sur la mer. Le restaurant dispose d'une entrée indépendante de celle de l'hôtel mais commune avec le bar américain. L'entrée de l'hôtel se trouve dans la rue Saint-Louis. En 1929, le Grand-Hôtel est agrandi d'environ quinze mètres sur le boulevard de la Mer (boulevard du Docteur Jules-Pouget aujourd'hui).

Le Grand-Hôtel de 1926
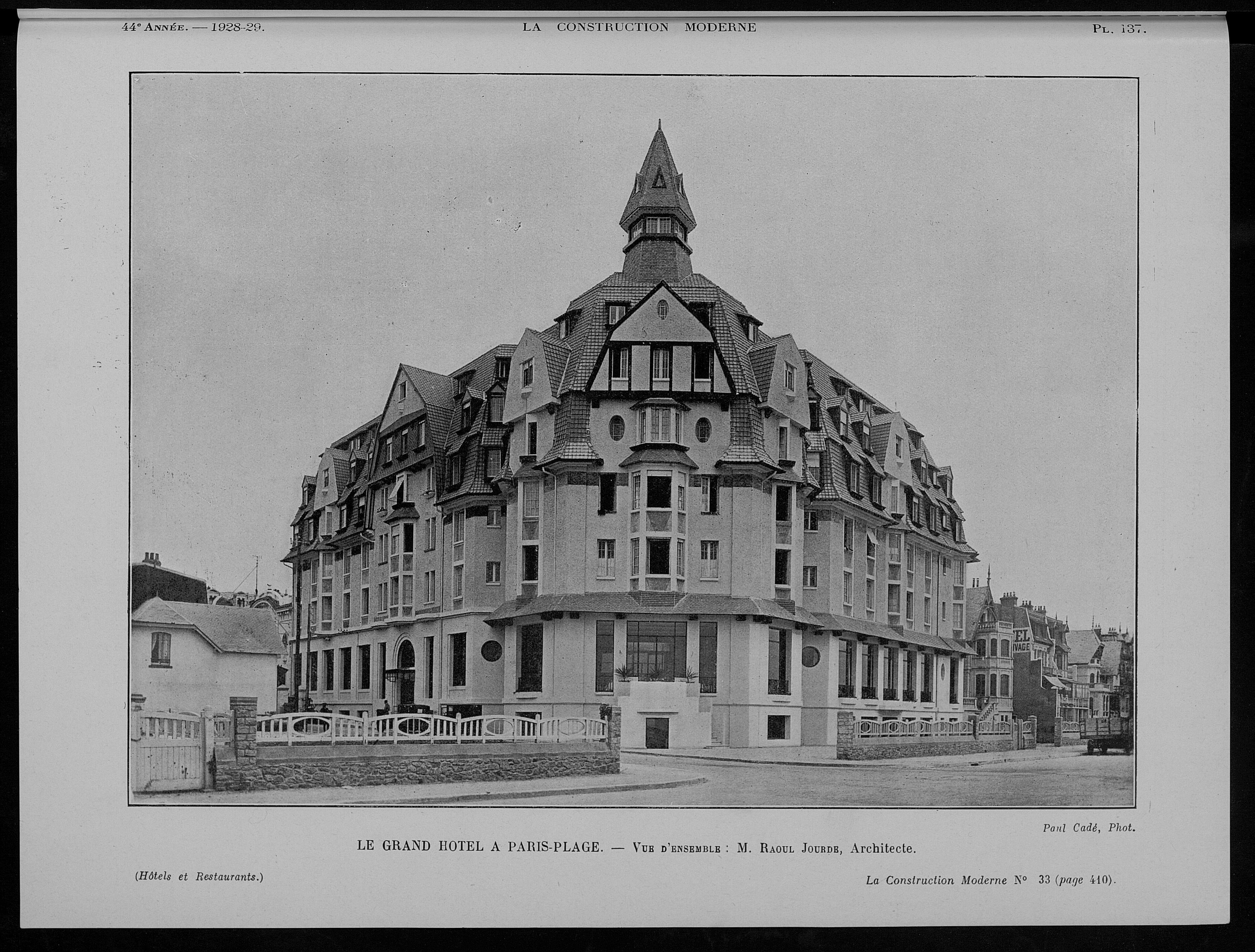
Le Grand-Hôtel de 1926.
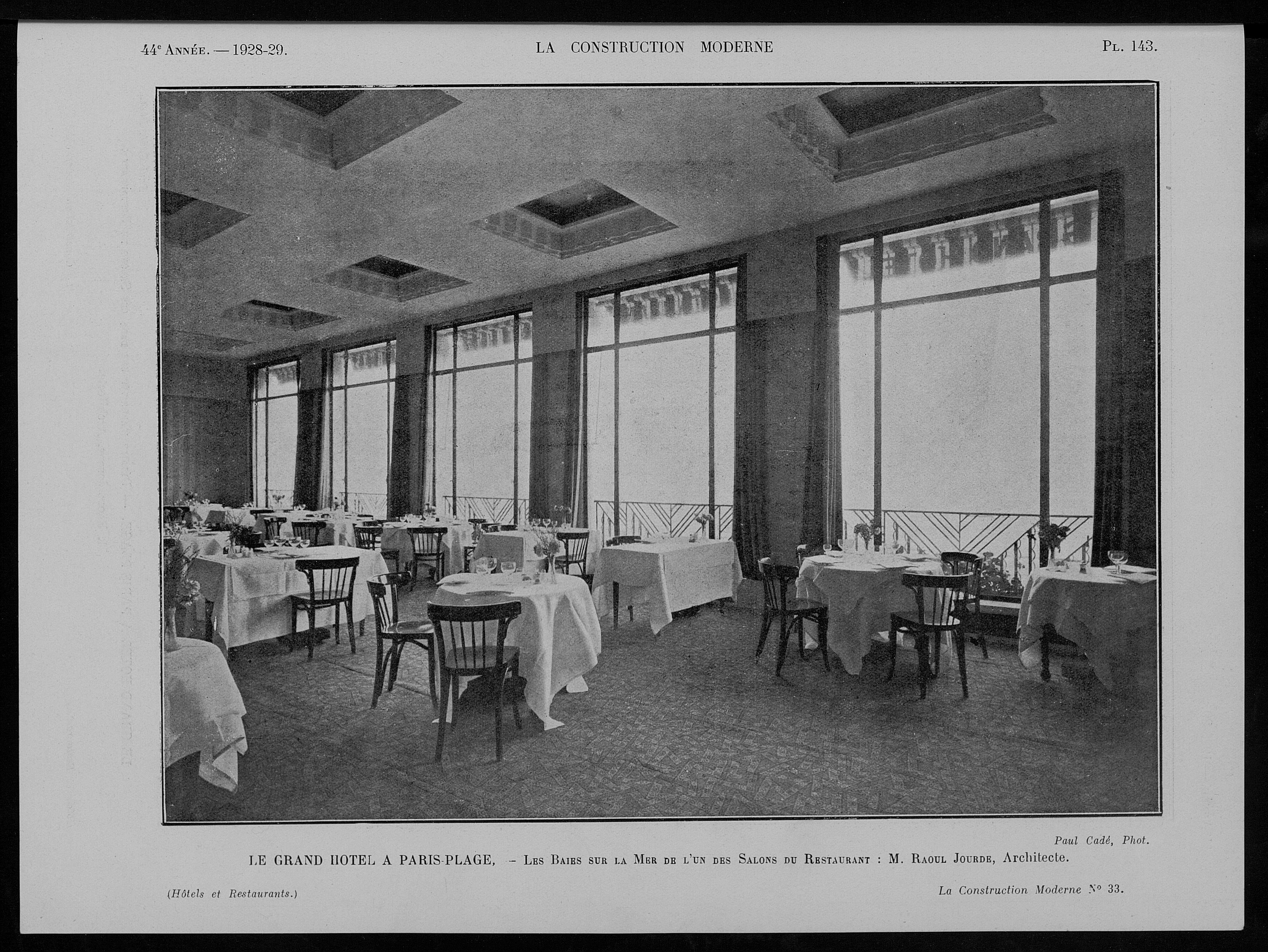
La salle de restaurant avec vue sur la mer.
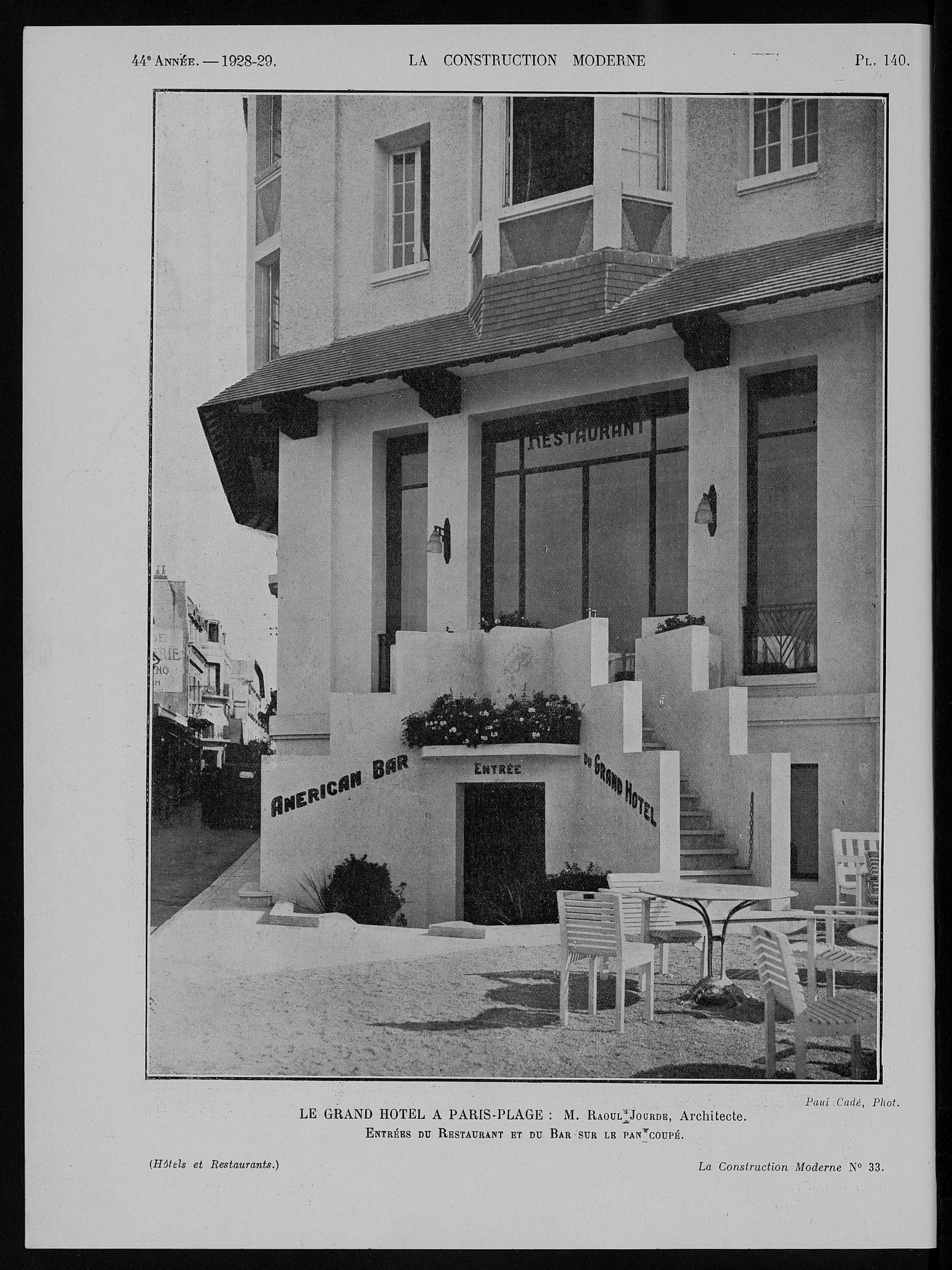
L'entrée du bar et du restaurant.
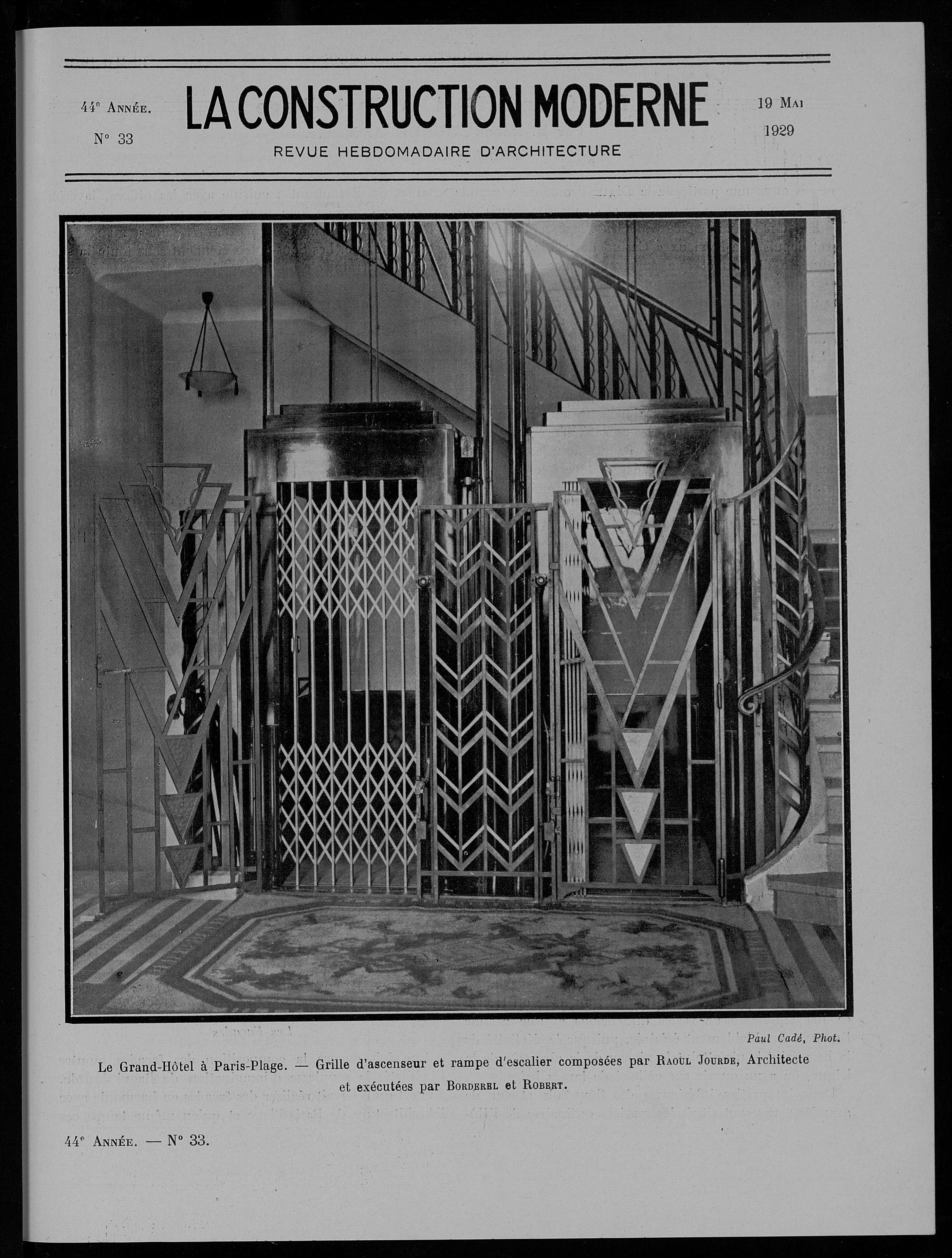
Les ascenseurs.

En 1956, le Grand-Hôtel est transformé en hôtel de la Mer.

## Destruction
L'ensemble est démoli en 1979 pour faire place, à la « résidence de la Mer » et ses 196 logements, sur les plans de l'architecte L. Quételart, un des fils de Louis Quételart, réalisé par le promoteur « Groupe Concorde » ,.

## Pour approfondir

#### Ouvrage de la Société académique du Touquet-Paris-Plage,Le Touquet-Paris-Plage 1912-2012 un siècle d'histoires
1. ↑  p. 112, écrits de Frédéric Quételard.

#### Ouvrage de Philippe Holl,Mémoires en images: Le Touquet-Paris-Plage
1. 1 2  p. 89.

#### Ouvrage d'Édouard Lévêque,Histoire de Paris-Plage et du Touquet
1. ↑  p. 193.
2. ↑  p. 143.
3. ↑  p. 158.
4. ↑  p. 38.
5. ↑  p. 429.
6. ↑  p. 334-338.

#### Ouvrage d'Édith et Yves De Geeter,Images du Touquet-Paris-Plage
1. 1 2 3  p. 126.

#### Ouvrage d'Édouard Lévêque,Les Disparus - Les biographies des fondateurs…
1. ↑  p. 36 à 39.

#### Ouvrage de J. Chauvet et F. Holuigue,Le Touquet-Paris-Plage à l'aube de son nouveau siècle 1882 - 1982
1. ↑  p. 30.

#### Autres sources
1. ↑  Librairie F.Bonaventure, 58, rue de Paris, Guide annuaire du Touquet-Paris-Plage : 1939-1940, Le Touquet-Paris-Plage, Imprimerie Henry, p. 104.
2. 1 2  Société académique du Touquet-Paris-Plage, chronologie du Touquet-Paris-Plage dactylographiée par Fernand Holuigue, secrétaire perpétuel.
3. ↑  « Le Grand Hôtel à Paris-Plage », La Construction moderne, no 33,‎ 19 mai 1929 (lire en ligne, consulté le 13 août 2022).